# Teuvo Kohonen
Teuvo Kalevi Kohonen (11. července 1934 Lauritsala – 13. prosince 2021 Espoo) byl významný finský akademik (Dr. Eng.) a výzkumník. Byl emeritním profesorem Finské akademie. Kohonenovým nejznámějším příspěvkem je samoorganizující se mapa, známá také jako Kohonenova mapa nebo Kohonenovy umělé neuronové sítě , ačkoli sám Kohonen dává přednost označení SOM, díky popularitě algoritmu SOM v mnoha výzkumech i praktických aplikacích je Kohonen často považován za nejcitovanějšího finského vědce.